# Gösta Johansson
Gösta Rudolf Torsten „Lill-Lulle“ Johansson (* 2. März 1929 in Stockholm; † 10. April 1997 ebenda) war ein schwedischer Eishockeyspieler und -trainer.

## Karriere
Auf Vereinsebene spielte Gösta Johansson zunächst in der Saison 1945/46 für den IK Göta aus der Division 1, der damals höchsten schwedischen Spielklasse. Anschließend lief er zwischen 1947 und 1960 für dessen Ligarivalen Djurgårdens IF auf. Mit dem Djurgårdens IF gewann er in den Jahren 1950, 1954, 1955, 1958, 1959, 1960 jeweils den nationalen Meistertitel. Von 1950 bis 1954 spielte er zusätzlich bei Preussen Krefeld, mit den Krefeldern wird er 1950/51 Deutscher Meister. Zuletzt trat er von 1960 bis 1962 für den Västerås IK an. Als Cheftrainer war er von 1976 bis 1978 beim HC Bozen aus der italienischen Serie A1 tätig, mit dem er 1977 und 1978 die Meisterschaft gewann.

### International
Für Schweden nahm Johansson an den Olympischen Winterspielen 1952 in Oslo teil, bei denen er mit seiner Mannschaft die Bronzemedaille gewann. Als bestes europäisches Team wurde Schweden zudem Europameister. Zudem stand er im Aufgebot seines Landes bei den Weltmeisterschaften 1953 und 1954. Bei der WM 1953 gewann er mit Schweden die Goldmedaille und wurde ebenfalls mit seinem Land Europameister. Bei der WM 1954 gewann er mit seiner Mannschaft die Bronzemedaille. 

## Erfolge und Auszeichnungen
- 1950 Schwedischer Meister mit Djurgårdens IF
- 1951 Deutscher Meister mit Preussen Krefeld
- 1954 Schwedischer Meister mit Djurgårdens IF
- 1955 Schwedischer Meister mit Djurgårdens IF
- 1958 Schwedischer Meister mit Djurgårdens IF
- 1959 Schwedischer Meister mit Djurgårdens IF
- 1960 Schwedischer Meister mit Djurgårdens IF

### International
- 1952 Bronzemedaille bei den Olympischen Winterspielen
- 1953 Goldmedaille bei der Weltmeisterschaft
- 1954 Bronzemedaille bei der Weltmeisterschaft

## Familie
Gösta Johansson war der Sohn des zweifachen Olympiateilnehmers im Eishockey Gustaf Johansson. Er war mit der deutschen Eiskunstläuferin Gundi Busch verheiratet.